# Vietnam septentrional
Cet article traite de la région géographique. Pour le pays, voir République démocratique du Vietnam.

Régions du Vietnam.

Le Vietnam du nord (Miền Bắc) est l'une des trois régions du Vietnam (les deux autres étant le Vietnam central et le Vietnam méridional). De ces trois régions, la plus ancienne est le Viêt Nam du nord, où la culture vietnamienne est apparue dans la région du delta du fleuve Rouge il y a près de 2 000 ans, bien que le peuple Viêt se soit déplacé jusque dans la région du delta du Mékong.
La plus grande ville du nord est Hanoï, la capitale de l’État. Parmi les autres villes se trouve Haïphong.

## Sous-régions
Le Vietnam du nord comprend trois sous-régions :
- le Nord-ouest (Tây Bắc) qui compte 6 provinces : Lào Cai, Yên Bái, Điện Biên, Hòa Bình, Lai Châu, Sơn La. Cette sous-région se situe sur les rives du Fleuve Rouge.  Lào Cai et Yên Bái sont parfois listés au sein de la sous-région de Đông Bắc.
- le Nord-est (Đông Bắc) qui compte 9 provinces : Hà Giang, Cao Bằng, Bắc Kạn, Lạng Sơn, Tuyên Quang, Thái Nguyên, Phú Thọ, Bắc Giang, Quảng Ninh.
- la région du Delta du fleuve Rouge (Đồng Bằng Sông Hồng) qui compte 10 provinces : Bắc Ninh, Hà Nam, Hà Nội, Hải Dương, Hải Phòng, Hưng Yên, Nam Định, Ninh Bình, Thái Bình, Vĩnh Phúc.